# 張叔紀
張叔紀（？年—？年），蜀郡人，廣漢王遵妻、張霸孫女。

## 生平
王博的妻子楊進和王博的兒子王遵之妻張叔紀。都遵從婆婆文極（王博繼母）的教誨。兩人都很賢德。人們稱她們為三母。
古樸、周幹、彭勰、祝龜等曾為張叔紀作頌。內容為：「少則為家之孝女，長則為夫之賢婦，老則為子之慈親。終溫且惠，秉心塞淵，宜諡曰孝明惠母。」

## 子
- 王商，字文表。官至東漢蜀郡太守。[6]

## 外部連結
- 中國哲學書電子化計劃《潼川府志·卷十二》